# Bucephala albeola
El porrón coronado (Bucephala albeola), también llamado pato moñudo, pato pinto, pato monja o porrón albeola, es un pequeño pato mergino americano, perteneciente al género Bucephala. Linneo fue el primero en describir esta especie en su Systema naturae en 1758, bajo el nombre Anas albeola.

## Descripción
El porrón coronado mide entre treinta y dos y cuarenta centímetros de largo y pesa entre doscientos setenta y quinientos cincuenta gramos, siendo los machos más grandes que las hembras. Su medida promedio es de treinta y cinco centímetros y medio y su peso de trescientos setenta gramos, por lo que rivaliza con la cerceta americana como el pato más pequeño del continente americano.
Los machos adultos son de color blanco y negro, con plumas verdes y violáceas en la cabeza y una línea ancha de color blanco detrás del ojo. Las hembras presentan una tonalidad gris, con una línea más pequeña de color blanco detrás del ojo y vientre de color claro.

## Distribución y hábitat

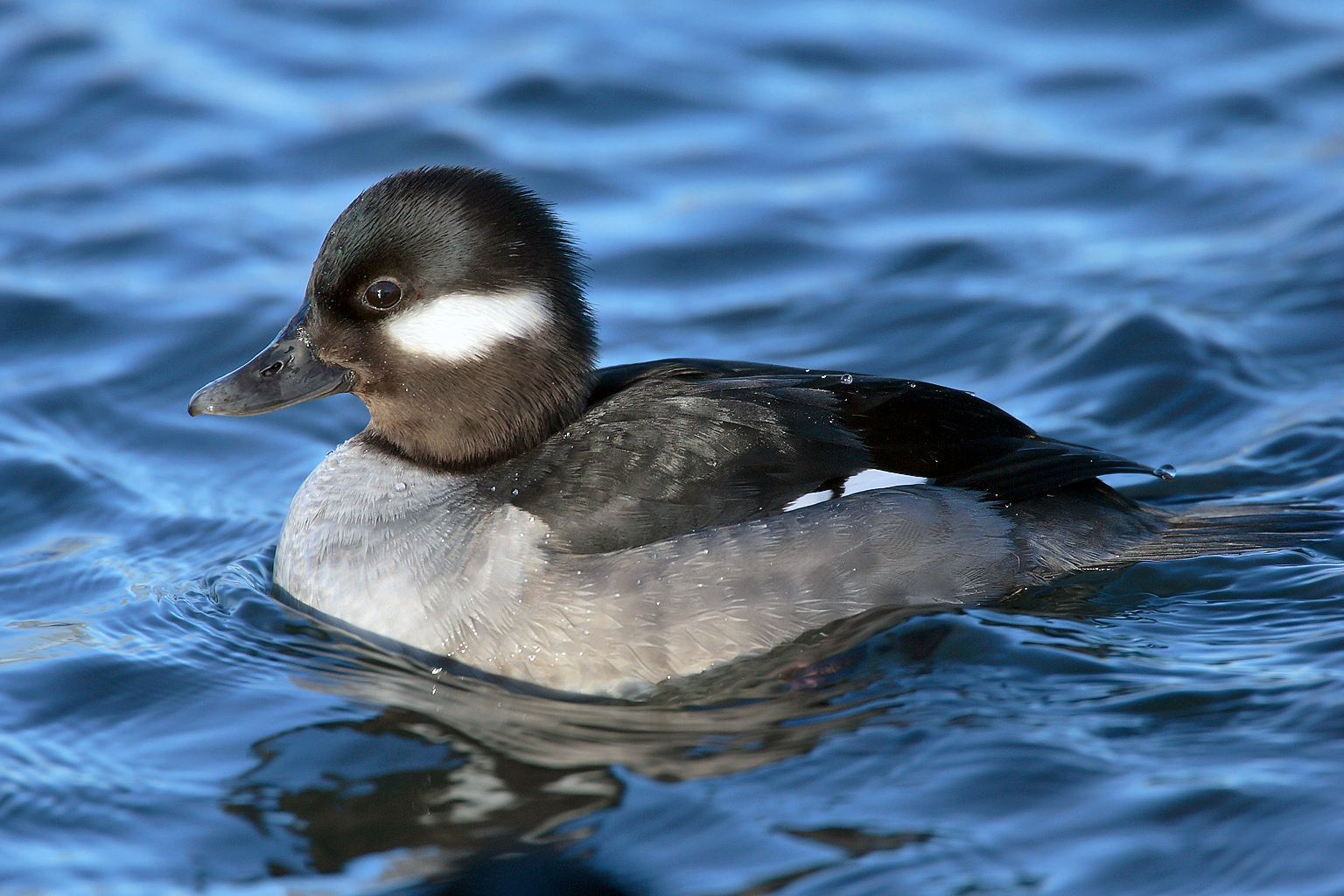
Hembra de porrón coronado.

Son aves migratorias y la mayoría pasa el invierno en aguas costeras protegidas, aguas abiertas, ambas costas de Norteamérica y el sur de los Estados Unidos. El porrón coronado es, además, un ave accidental rara en Europa Occidental. Su hábitat natural son los lagos y estanques en zonas de bosques, en Alaska y Canadá, incluidos casi por completo en el bosque boreal o taiga. 

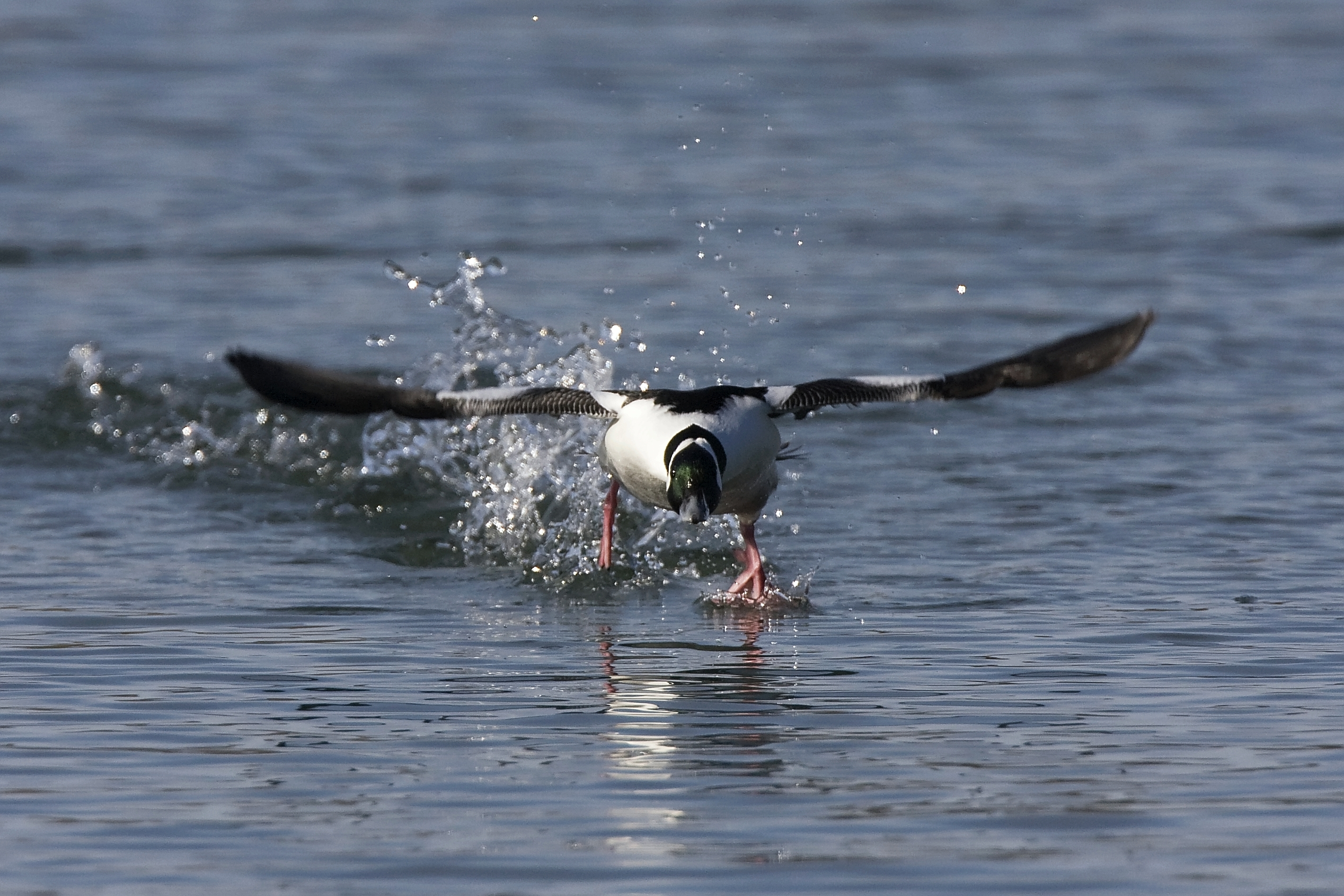
Macho de porrón colorado, emprendiendo vuelo.

## Comportamiento
Los porrones coronados han evolucionado hacia un tamaño más pequeño para entrar en las cavidades de los nidos de su "anfritrión metabiótico", el carpintero de pechera. Debido a su tamaño pequeño, son muy activos y nadan prácticamente todo el tiempo para mantener su alto metabolismo. No tienden a agruparse en colonias muy grandes; por lo general, forman grupos de pocos individuos. Para alimentarse, un individuo sirve como centinela y vigila que no haya depredadores mientras los otros buscan alimento en el agua. Entre las aves acuáticas, son una de las especies que más tarde abandona su nido y una de las especies migratorias más puntuales del mundo, ya que llegan a su hábitat de invierno dentro de un margen de tiempo muy ajustado.

### Reproducción

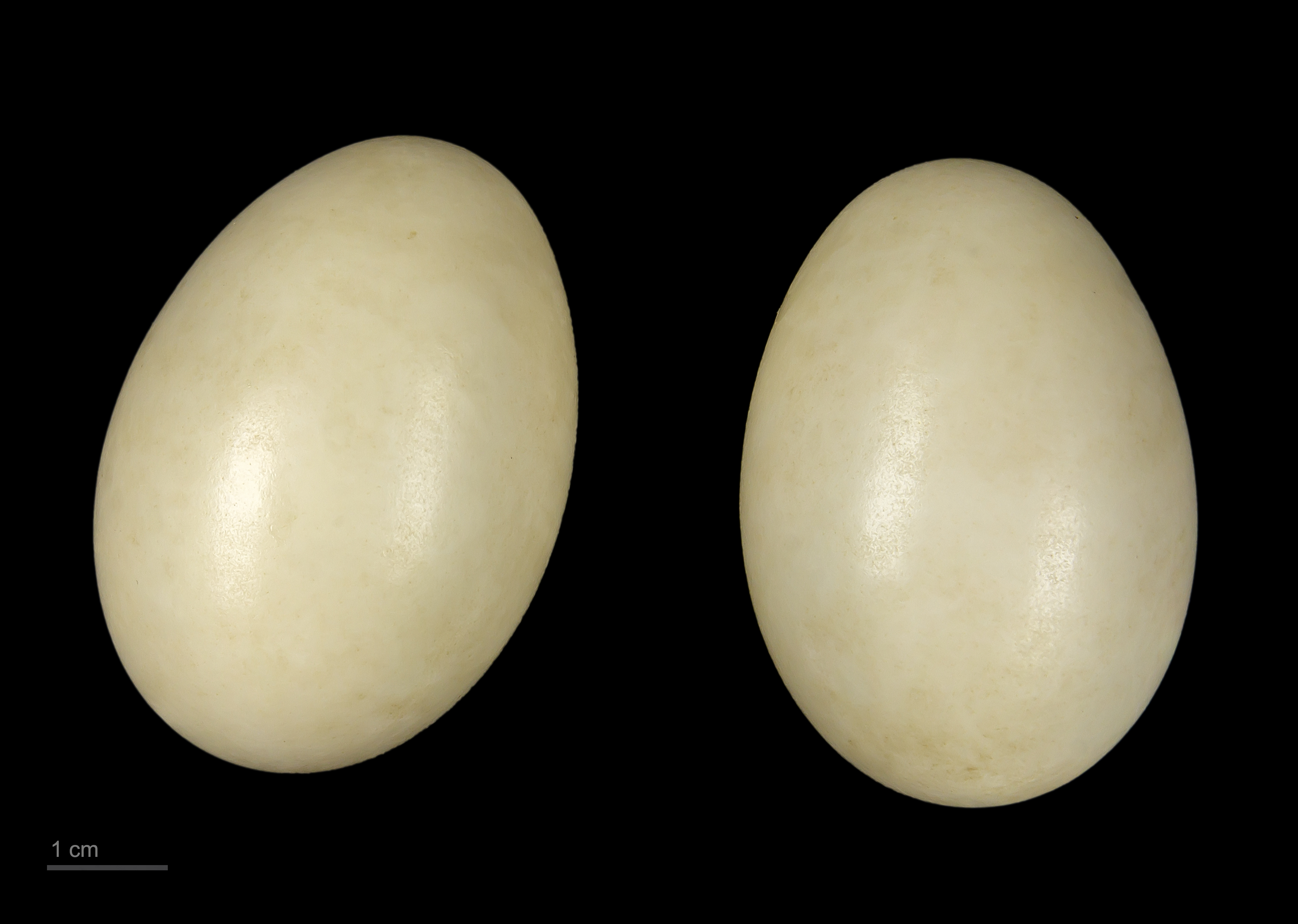
Bucephala albeola - MHNT

Los porrones coronados son monógamos, y las hembras regresan al mismo lugar para reproducirse año tras año. Anidan en cavidades en árboles, principalmente en álamos, y la mayoría de las veces usan viejos nidos de pájaros carpinteros, cercanos a fuentes de agua (por lo general a veinticinco metros). Sus competidores por los nidos incluyen al azulejo de las montañas, a la golondrina bicolor y al estornino pinto; se ha registrado un hecho aislado en el cual una hembra de porrón islándico mató a una hembra adulta de porrón coronado y a sus crías. Por lo general, el porrón coronado elige cavidades pequeñas, porque anidando en éstas evita la competencia con los porrones más grandes. Otras amenazas que sufren las hembras en sus nidos son los ataques de mamíferos, tales como comadrejas o visones. 
La hembra deposita nueve huevos en promedio cada temporada reproductiva (puede ser entre seis y once), que miden entre treinta y seis y cincuenta milímetros. El período de incubación es de treinta días, con una alta probabilidad de que los polluelos lleguen sanos al nacimiento (79% según un estudio reciente) en comparación a otras especies que anidan al nivel del suelo, como la cerceta. El pichón está listo para valerse por sí mismo entre los cincuenta y cincuenta y cinco días de edad. Los predadores de los adultos son varios: algunos de ellos son el halcón peregrino, el búho nival, el águila calva, el búho real y el azor de Cooper.

### Alimentación
Estas aves bucean y obtienen sus alimentos debajo del agua. Prefieren profundidades de entre un metro y medio hasta cuatro metros y medio. En hábitats de agua dulce, comen principalmente insectos, y en agua salada se alimentan mayormente de crustáceos y moluscos. En ocasiones también comen plantas acuáticas y huevos de peces. 